# Sint-Pancratiuskerk (Kaisersesch)
De Sint-Pancratiuskerk (Duits: St. Pankratius) is een rooms-katholieke parochiekerk in Kaisersesch (Duitse deelstaat Rijnland-Palts). De neoromaanse pseudobasiliek in de Balduinstraße werd tussen 1898 en 1900 gebouwd en door de architect Lambert von Fisenne ontworpen. Het is de hoofdkerk van de Pfarreiengemeinschaft Kaisersesch, die behoort tot het decanaat Cochum in het bisdom Trier.
In de middeleeuwen behoorde Kaiseresch tot het Hambuchse parochiebezit van de benedictijnse Abdij van Prüm. In 1251 werd de parochie bij het Cisterciënzer klooster Rosenthal bij Binningen gevoegd. Een jaar na het verlenen van stadsrechten aan Kaiseresch in 1321 verkreeg de Pancratiuskerk eigen parochierechten.

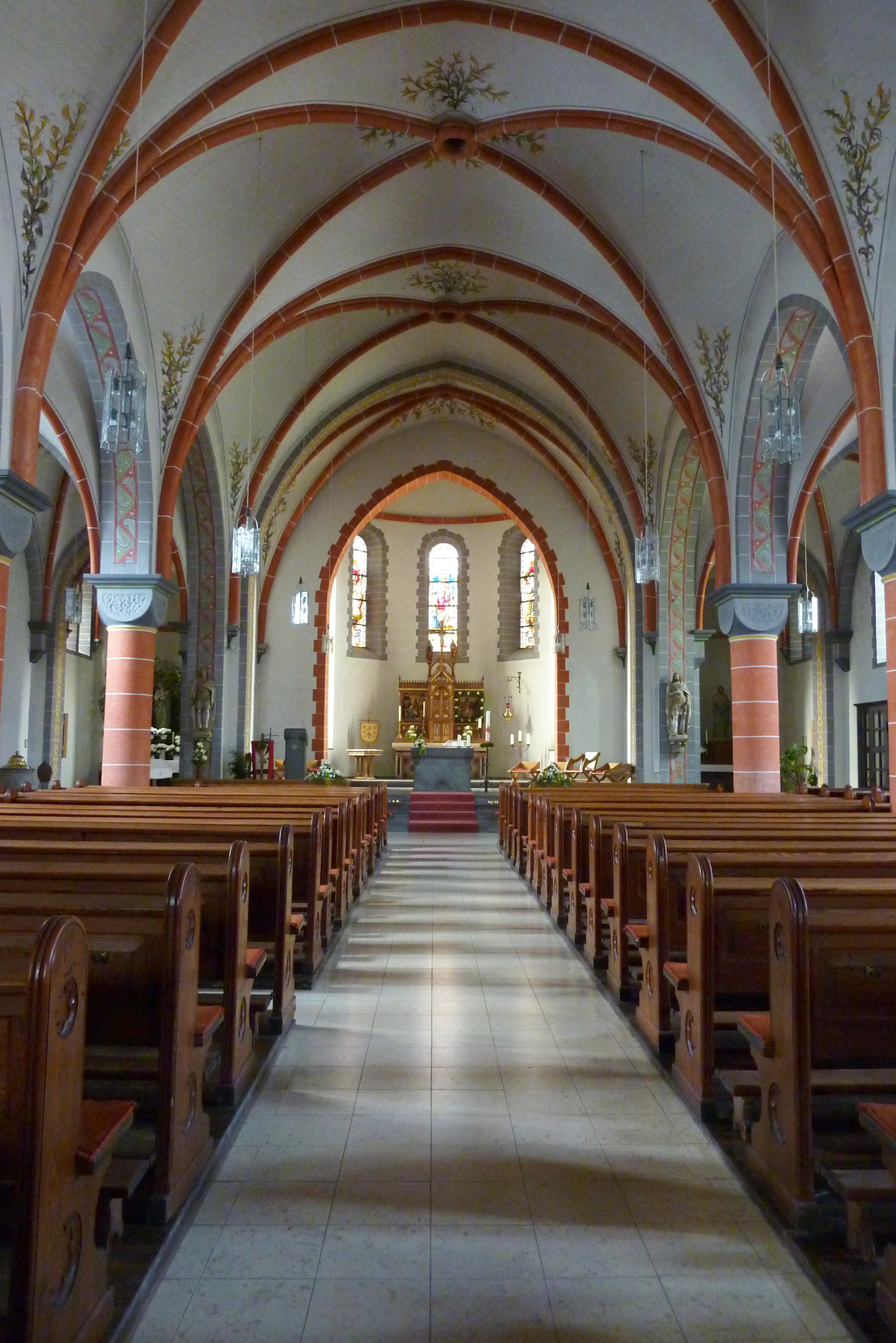
Interieur

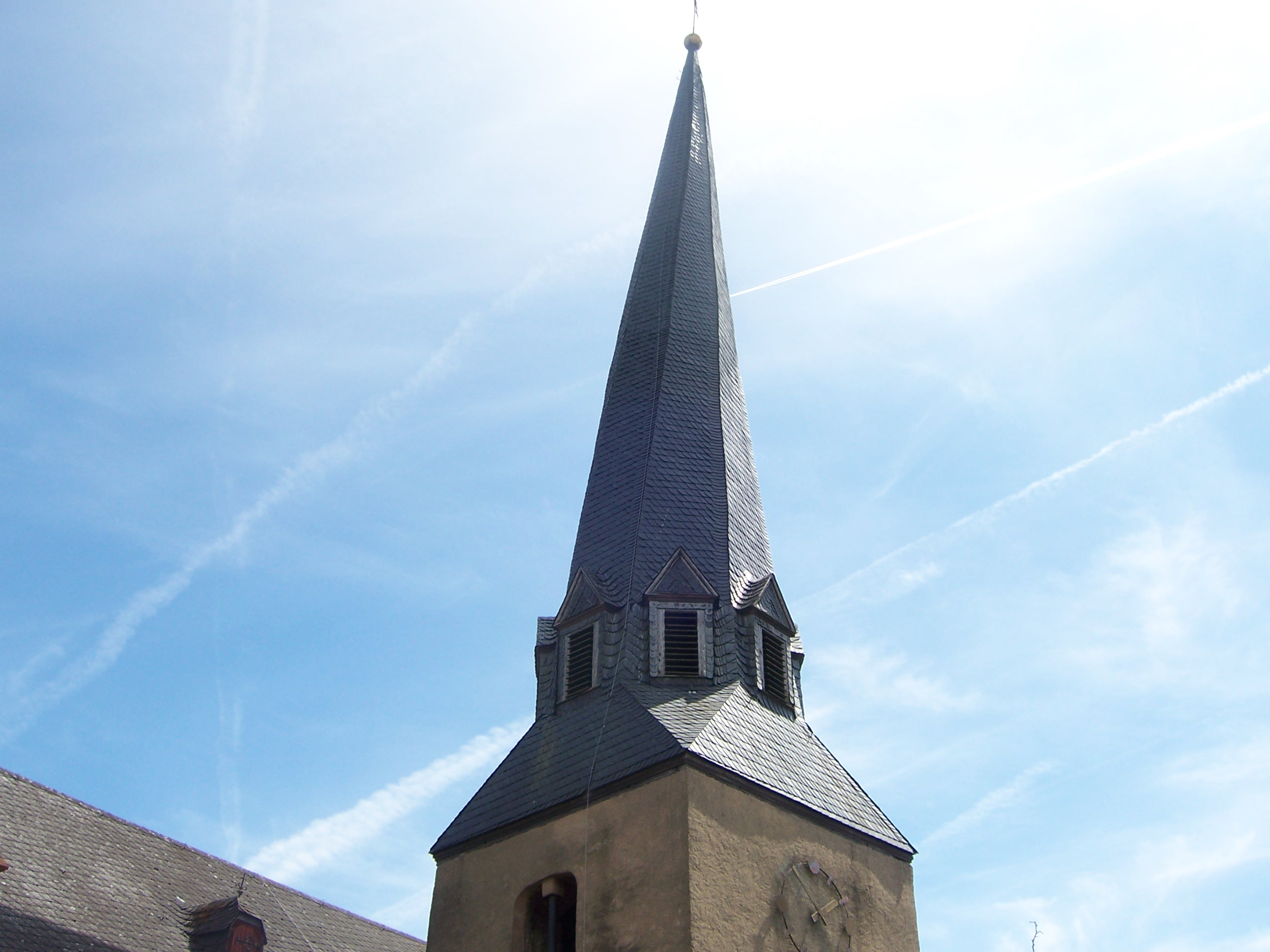
De gedraaide spits

## Interieur
Vermeldenswaardig zijn twee crucifixen uit circa 1700 en twee kazuifels uit het begin van de 16e eeuw.

## Vensters
De gebrandschilderde ramen werden in de periode 1903-1912 door het glasschilderbedrijf Wilhelm Heinrich Jansen in Trier vervaardigd.

## Toren
De westelijke toren stamt uit het begin van de 14e eeuw en heeft romaanse stijlvormen. Bijzonder is de 24 meter gedraaide spits, zoals dat ook het geval is bij de Sint-Clemenskerk in Mayen. Wegens houtrot moest de spits in 2013 worden gesloopt. In april 2014 werd een nieuwe spits met dezelfde karakteristieke vorm teruggeplaatst.